# Véronique Reymond

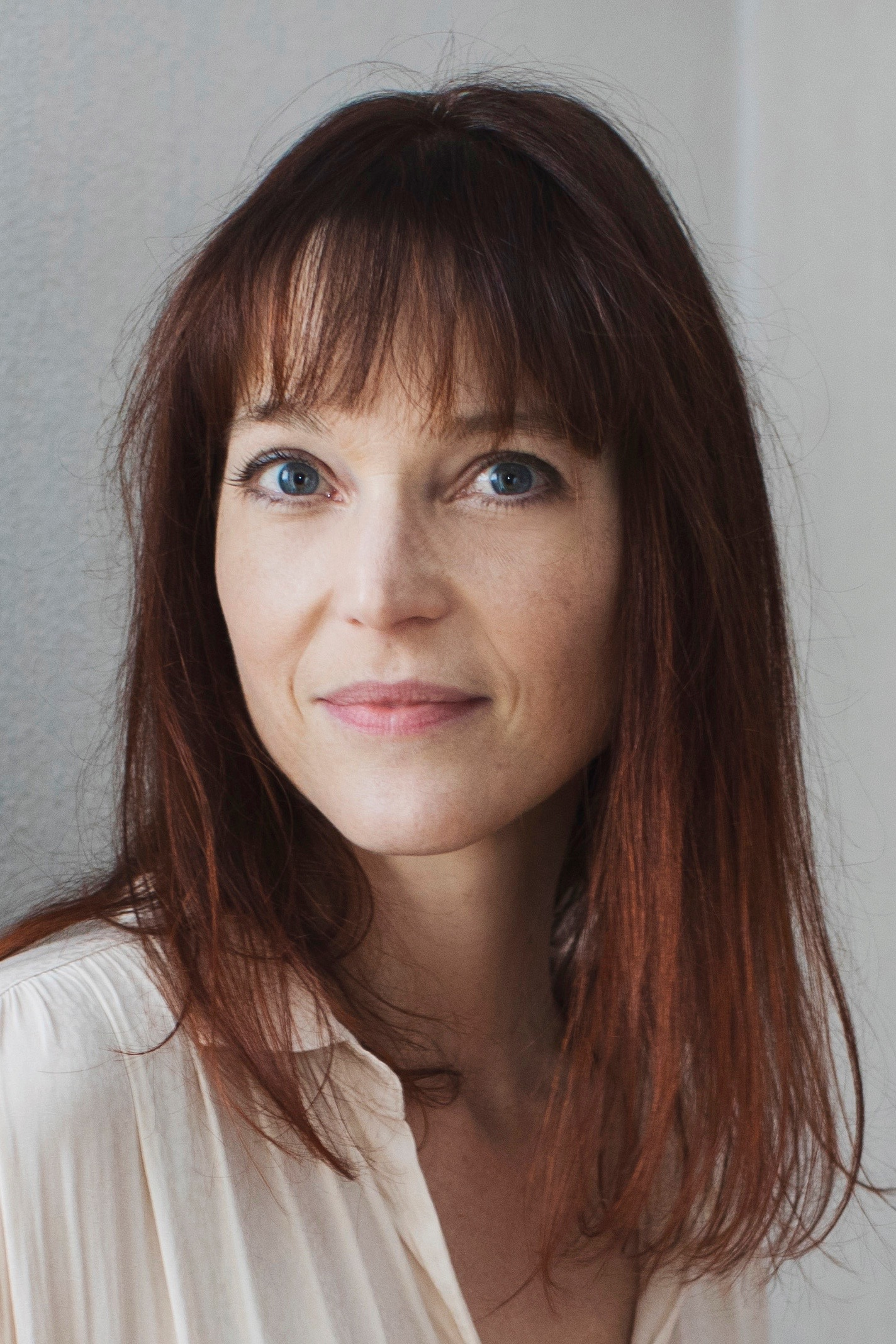
Véronique Reymond

Véronique Reymond (geboren 31. März 1971 in Lausanne, Schweiz) ist eine Schweizer Schauspielerin, Drehbuchautorin und Filmregisseurin.  Sowohl im Theater als auch beim Film arbeitet sie exklusiv mit Stéphanie Chuat.

## Leben und Wirken
Véronique Reymond studierte am Konservatorium in Lausanne und an der Scuola Teatro Dimitri (Tessin).
Mit Stéphanie Chuat, die sie seit ihrem elften Lebensjahr kennt, gründete sie ein Kinder- und Jugendtheater, die Compagnie Switch. Gemeinsam haben sie in zahlreichen schweizerischen und französischen Theaterproduktionen mitgewirkt. Ihr erster Schritt zum Film war das Einbeziehen von Video in ihre Theaterstücke. So begannen sie 1999 Kurzfilme zu schreiben und zu inszenieren.
Einer dieser Filme, Berlin Backstage, wurde in der Berliner Philharmonie gedreht und 2004 für den Berlin Today Award beim Talent Campus der Internationalen Filmfestspiele Berlin nominiert. Es folgten 2005 der Dokumentarfilm Gymnase du soir, petites histoires, grandes études und 2009 Buffo, Buten & Howard, ein Porträt des amerikanischen Schriftstellers und Clowns Howard Buten.
2010 drehte das Duo seinen ersten Kinofilm, Das kleine Zimmer (La Petite Chambre), mit Michel Bouquet und Florence Loiret Caille in den Hauptrollen. Der Film wurde 2010 für den Internationalen Wettbewerb des Filmfestivals Locarno ausgewählt und vertrat die Schweiz bei den Oscars für den ausländischen Film. 2011 erhielt La Petite Chambre den Schweizer Filmpreis für den Besten Film und das Beste Drehbuch. 2014 realisierten Stéphanie Chuat und Véronique Reymond für das Schweizer Fernsehen À livre ouvert, eine TV-Serie auf RTS 1, für die sie auch das Drehbuch geschrieben haben. 2018 folgte der Dokumentarfilm Immer noch Frau.
Ihr zweiter Spielfilm Schwesterlein mit Nina Hoss und Lars Eidinger in der Hauptrolle konkurrierte im Wettbewerb der Internationalen Filmfestspiele Berlin 2020 um den Goldenen Bären.

## Filmografie

### Regie (mit Stéphanie Chuat)
- 1999: Un jour mon prince…
- 2002: Trains de vie
- 2003: Berlin Backstage
- 2005: Gymnase du soir, petites histoires, grandes études
- 2008: Éloge de la biodiversité
- 2009: Buffo, Buten & Howard
- 2010: Das kleine Zimmer (La Petite Chambre)
- 2014: À livre ouvert (6 Episoden)
- 2018: Immer noch Frau (Les Dames)
- 2020: Schwesterlein (My little Sister)
- 2023: Transatlantic (Fernsehserie)

### Drehbuch (mit Stéphanie Chuat)
- 2002: Trains de vie
- 2003: Berlin Backstage
- 2005: Gymnase du soir, petites histoires, grandes études
- 2009: Buffo, Buten & Howard
- 2010: Das kleine Zimmer (La Petite Chambre)
- 2014: À livre ouvert (6 Episoden)
- 2018: Immer noch Frau (Les Dames)
- 2020: Schwesterlein (My little Sister)

### Schauspiel
- 2003: Macho blues
- 2007: Astrée und Céladon (Les Amours d'Astrée et de Céladon)
- 2014: À livre ouvert
- 2015: La vanité

## Auszeichnungen und Preise
- 1999: Drehbuchpreis für Un jour mon prince…
- 2004: Nominierung Berlin Today Award für Berlin Backstage bei den Internationalen Filmfestspielen Berlin
- 2011: Schweizer Filmpreis Quartz Bestes Drehbuch und Bester Spielfilm für Das kleine Zimmer (La Petite Chambre)
- 2015: Beste Schauspielerin TV für ihre Rolle als Christiane in der Serie À livre ouvert bei den Solothurner Filmtagen